# Luca (Vorname)
Luca (auch Luka) ist ein sowohl männlicher als auch weiblicher Vorname. In Deutschland wird er jedoch meist als männlicher Vorname verwendet.

## Herkunft und Bedeutung
→ Hauptartikel: Lukas und Lucia
Als männlicher Name ist Luca die italienische [ˈluː.ka] und rumänische Variante [ˈlu.ka] von Λουκᾶς Lukâs.
Als weiblicher Name ist Luca [ˈlu.t͡sɒ] die ungarische Variante von Lucia.

## Verbreitung
Als weiblicher Name ist Luca fast ausschließlich in Ungarn gebräuchlich. Dort belegte er 2019 den vierten Rang der beliebtesten Mädchennamen. In anderen Ländern wird er überwiegend von Männern getragen.
Als Jungenname ist Luca derzeit vor allem in Neuseeland (Rang 10, Stand: 2021) und Deutschland beliebt. In Italien belegte er im Jahr 2020 den 27. Rang der Häufigkeitsstatistik. In Rumänien erreichte er Rang 19 (Stand: 2019).
Der Name befindet sich in Belgien seit 1996 durchgehend in den Top-100 und seit der Jahrtausendwende in den Top-40. Im Jahr 2023 belegte er Rang 18. In Frankreich wird der Name seit den späten 1950er Jahren alljährlich vergeben. Seit 1996 befindet er sich dauerhaft in den Top-200. In den Niederlanden kommt der Name seit 1930 jedes Jahr in den Hitlisten vor, aber erst seit Ende der 1990er Jahre wurde er populär. Der Name liegt seit 2003 in den Top-50 und seit 2021 in den Top-10. Im Jahr 2023 lag er auf Rang 2.
In Spanien ist der Name seit 2013 jährlich in den Top-100 anzutreffen. Den besten Platz belegte er im Jahr 2022 mit Rang 13. Im selben Jahr lag er im Baskenland auf Rang 36 und in Katalonien mit der Schreibweise Lucà auf Rang 11.
Der Name taucht in Tschechien seit 1996 hin und wieder in den Top-200 auf. In Polen wird der Name seit dem Jahr 2000 regelmäßig vergeben, jedoch ist er nur mäßig beliebt.
In den nordischen Ländern Dänemark und Norwegen steigt die Popularität des Namens seit den 2010er Jahren leicht an. In Schweden ist der Name seit Jahren gleichmäßig beliebt.
In England und Wales befindet sich der Name in einem Aufwärtstrend, er liegt seit 1996 in den Top-300 und seit 2003 in den Top-100. Im Jahr 2023 belegte er sogar Rang 7. Der Name liegt in Schottland seit 2006 fast jährlich in den Top-100 und wurde seitdem immer beliebter. Im Jahr 2023 belegte er die Spitzenposition. In Nordirland kam er hingegen erst im Jahr 2018 in die Top-100 und kletterte bis zum Jahr 2023 auf Rang 9. Der Name kommt seit 1964 in Irland regelmäßig in den Vornamenscharts vor. Seit rund zehn Jahren liegt er in den Top-100. Im Jahr 2023 erzielte er seine beste Platzierung mit Rang 23.
Luca taucht in den USA seit den späten 1960er Jahren regelmäßig in den Vornamenscharts auf. Seit der Jahrtausendwende wird der Name immer beliebter, erst im Jahr 2019 trat er in den Top-100 ein und schon im Jahr 2023 lag er auf Rang 24. In Kanada ist der Name seit 1980 jährlich in der Namensgebung anzutreffen. In den frühen 1990er Jahren stieg seine Beliebtheit stetig, sodass er im Jahr 2005 in die Top-100 eintrat. Er pendelte in den letzten drei Jahren um Rang 30. In Australien befindet sich der Name seit 2005 in den Top-100, auch dort stieg seitdem seine Beliebtheit weiter an. Die beste Platzierung erzielte er im Jahr 2024 mit Rang 4.
In Deutschland wurde der Name bis in die 1980er Jahre nur sehr selten vergeben. Er gewann rasch an Popularität und gehört seit den 2000er Jahren zu den beliebtesten Jungennamen. Dabei wird der Name fast ausschließlich in der Schreibweise Luca, nur selten in der Variante Luka vergeben. Im Jahr 2021 wurden 1,17 % aller Jungen Luca/Luka genannt. Damit belegt der Name Rang 6 der Hitliste. Als Mädchenname belegte der Name Rang 383 der Hitlisten.
Der Name kommt in Österreich seit 1984 alljährlich vor und wird seit den frühen 1990er Jahren immer populärer. Seit 2006 befindet er sich dauerhaft in den Top-30 der Hitlisten. Die beste Platzierung erzielte er im Jahr 2012 mit Rang 6. Von 1984 bis 2023 wurde der Name rund 9.900 Mal gewählt. Luca kommt in der Schweiz seit den frühen 1940er Jahren regelmäßig in der Namensgebung vor und belegt seit 1986 durchgehend einen Platz in den Top-50 und seit 1993 in den Top-10. In den 2000er Jahren lag er stets auf der Spitzenposition der Hitlisten. Im Jahr 2023 belegte er Rang 9. Von 1930 bis 2023 wurde der Name etwa 20.600 Mal vergeben. Die Vergabe ist auch in Liechtenstein nachgewiesen.

## Namensträger

### Künstlername
- Luca (* 1996), deutscher Webvideoproduzent

### Luca
- Luca Alberucci (* 1973), schweizerisch-italienischer Politiker
- Luca Amato (* 1996), deutscher Motorradrennfahrer
- Luca Antei (* 1992), italienischer Fußballspieler
- Luca Attanasio (1977–2021), italienischer Diplomat
- Luca Badoer (* 1971), italienischer Formel-1-Rennfahrer
- Luca Bucci (* 1969), italienischer Fußballtorhüter
- Luca Cadalora (* 1963), italienischer Motorradrennfahrer
- Luca Caldirola (* 1991), italienischer Fußballspieler
- Luca Caputi (* 1988), kanadischer Eishockeyspieler
- Luca Carboni (* 1962), italienischer Sänger
- Luca Castellazzi (* 1975), italienischer Fußballtorhüter
- Luca Castiglia (* 1989), italienischer Fußballspieler
- Luca Ceppitelli (* 1989), italienischer Fußballspieler
- Luca Degunda (* 1978), Schweizer Künstler
- Luca Ferrari (auch Luca da Reggio; 1605–1654), italienischer Maler
- Luca Ferrari (* 1961), italienischer Diplomat
- Luca Forte (≈ 1605–1667), italienischer Stilllebenmaler
- Luca Francesconi (* 1956), italienischer Komponist
- Luca Garritano (* 1994), italienischer Fußballspieler
- Luca Gobbi (* 1971), san-marinesischer Fußballspieler
- Luca Grünwald (* 1994), deutscher Motorradrennfahrer
- Luca Hänni (* 1994), Schweizer Sänger
- Luca Harrington (* 2004), neuseeländischer Freestyle-Skier
- Luca Homberger (* 1991), Schweizer Eishockeyspieler
- Luca Jung (* 2002), deutscher Schauspieler
- Luca Kämmer (* 1996), deutscher Schauspieler, Synchron-, und Hörspielsprecher
- Luca Kieser (* 1992), deutscher Schriftsteller und Lyriker
- Luca Marenzio (1553/54–1599), italienischer Komponist der Renaissance
- Luca Marini (* 1997), italienischer Motorradrennfahrer
- Luca Cordero di Montezemolo (* 1947), italienischer Industrieller
- Luca Netz (* 2003), deutscher Fußballspieler
- Luca Pacioli (1445–1514), italienischer Mathematiker (Renaissance)
- Luca Paganini (* 1993), italienischer Fußballspieler
- Luca Pairetto (* 1984), italienischer Fußballschiedsrichter
- Luca Pellegrini (* 1963), italienischer Fußballspieler
- Luca Pellegrini (* 1999), italienischer Fußballspieler
- Luca Pfeiffer (* 1996), deutscher Fußballspieler
- Luca Pirri (* 1973), italienischer Automobilrennfahrer
- Luca Rigoni (* 1984), italienischer Fußballspieler
- Luca Ronchi (* 1955), italienischer Fernsehproduzent und Filmregisseur
- Luca Scassa (* 1983), italienischer Motorradrennfahrer
- Luca Scharpenberg (* 1996), deutscher Webvideoproduzent
- Luca Schaub (1988–2024), deutscher Schauspieler
- Luca Sestak (* 1995), deutscher Boogie-Woogie-, Blues- und Jazz-Pianist und -Sänger
- Luca Siligardi (* 1988), italienischer Fußballspieler
- Luca Stanga (* 2002), italienischer Fußballspieler
- Luca Tognozzi (* 1977), italienischer Fußballspieler
- Luca di Tommè (≈1330 – n. 1389), italienischer Maler
- Luca Toni (* 1977), italienischer Fußballspieler
- Luca Trevisan (1971–2024), italienischer Mathematiker und Informatiker
- Luca Tribondeau (* 1996), österreichischer Freestyle-Skier
- Luca Turilli (* 1972), italienischer Gitarrist und Komponist
- Luca Venantini (* 1970), US-amerikanischer Filmschauspieler
- Luca Vuerich (1975–2010), italienischer Bergführer
- Luca Zamperoni (* 1970), deutscher Schauspieler

- Luca-Elias (2006–2007), österreichisches Kleinkind, dessen gewaltsamer Tod zu einer Reform des österreichischen Jugendwohlfahrtsgesetzes führte, siehe Fall Luca

### Luka
- Luka Berulawa (* 2002), georgischer Eiskunstläufer
- Luka Bloom (* 1955), irischer Folksänger und -komponist
- Luka Dončić (* 1999), slowenischer Basketballspieler
- Luka Đurić (* 2003), bosnisch-deutscher Fußballspieler
- Luka Elsner (* 1982), slowenischer Fußballspieler
- Luka Gračnar (* 1993), slowenischer Eishockeytorwart
- Luka Ivanović (* 1992), serbischer Sänger und Songwriter
- Luka Ivanušec (* 1998), kroatischer Fußballspieler
- Luka Jeran (1818–1896), slowenischer Missionar, Schriftsteller und Redakteur
- Luka Jović (* 1997), serbischer Fußballspieler
- Luka Juhart (* 1982), slowenischer Musiker
- Luka Karabatić (* 1988), französischer Handballspieler
- Luka Kostić (* 1958), jugoslawisch-isländischer Fußballspieler
- Luka Lenič (* 1988), slowenischer Schachgroßmeister
- Luka Milivojević (* 1991), serbischer Fußballspieler
- Luka Modrić (* 1985), kroatischer Fußballspieler
- Luka Novosel (* 1983), kroatischer Eishockeyspieler
- Luka Pejović (* 1985), montenegrinischer Fußballspieler
- Luka Rasikaschwili (1868–1915), georgischer Schriftsteller und Naturphilosoph, siehe Wascha-Pschawela
- Luka Romero (* 2004), argentinisch-mexikanisch-spanischer Fußballspieler
- Luka Sorkočević (1734–1789), Diplomat und Komponist in der Republik Ragusa (Dubrovnik)
- Luka Štor (* 1998), slowenischer Fußballspieler
- Luka Tošič (* 1988), slowenischer Eishockeyspieler
- Luka Tankulic (* 1991), deutsch-kroatischer Fußballspieler
- Luka Vučko (* 1984), kroatischer Fußballspieler
- Luka Žagar (* 1978), slowenisch-kroatischer Eishockeyspieler
- Luka Žorić (* 1984), kroatischer Basketballspieler
- Luka Žvižej (* 1980), slowenischer Handballspieler und -trainer